# 郵政蒸汽船

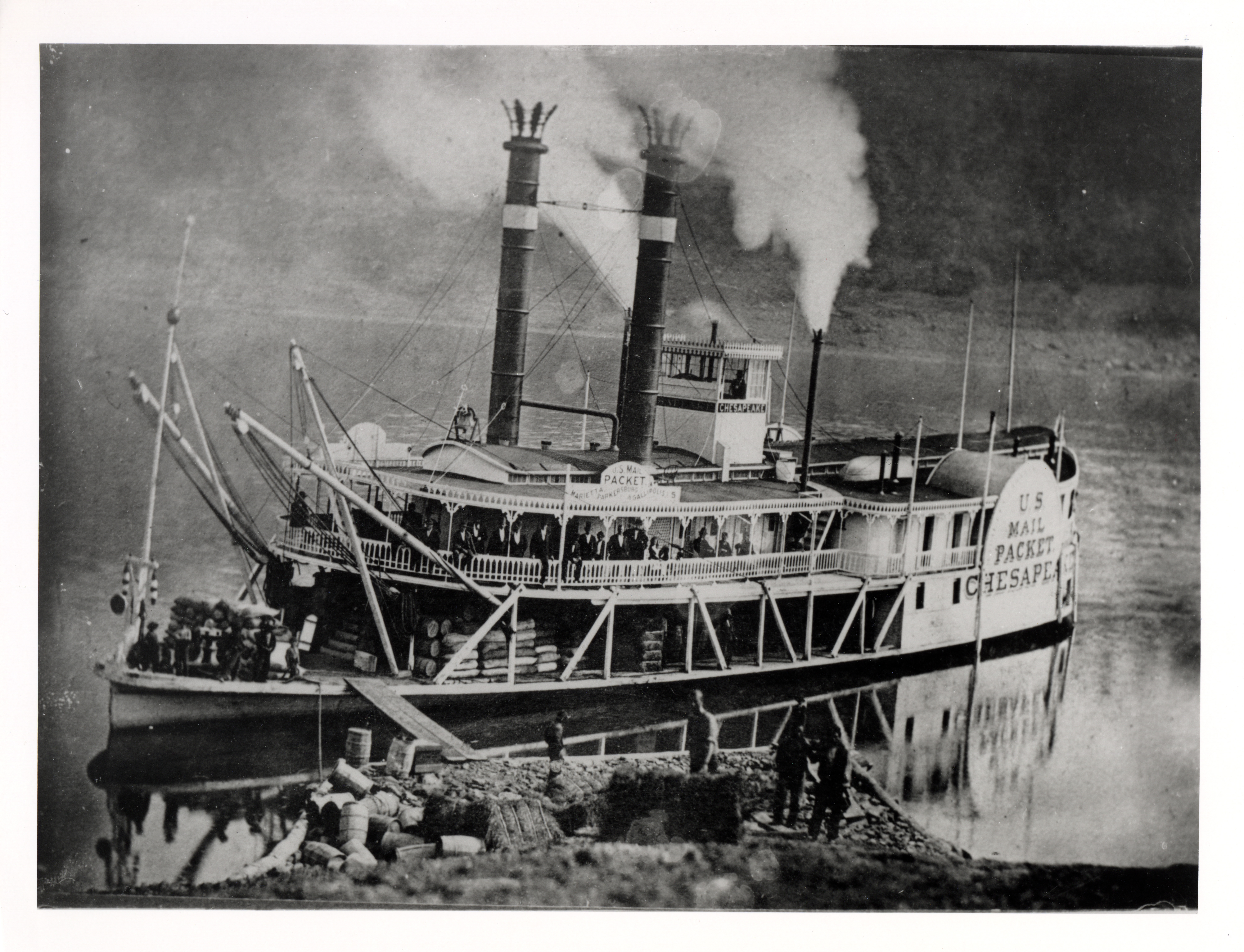
1887年，美国的郵包船「Chesapeake」。并非大型豪华客船

郵政蒸汽船，又稱邮包船（英語：Packet boat）是专为欧洲国家以及北美河流和运河的国内邮件、客运和货物运输而设计的中型船只，其中一些是蒸汽驱动的。它们在18世纪和19世纪被广泛使用，并以定期服务为特色19世纪，蒸汽驱动的包装在美国的密西西比河和密苏里河上被广泛使用，为堡垒和贸易站提供和运送人员。
邮包船是20世纪远洋班轮的前身，是第一艘定期在美国和欧洲港口之间航行的邮轮。第一家公司 Black Ball Line（后来的“Old Line”）于1818年1月1日开始运营，每月提供纽约和利物浦之间的四艘船服务。1821年，Byrnes， Grimble & Co. 与四艘船Panther， Hercules， Manhattan和Meteor一起开启了利物浦邮包的红星线。1822年，Messrs Fish， Grinnell， & Co. 开始了被称为“纽约第四条邮包线”的燕尾线，他们的第一艘船是Silas Richards， Napoleon， George和York，很快就变成了每两周一次的服务。到1825年，船只的广告是每月8日离开纽约24日离开利物浦。由于天气和其他条件，他们的实际时间表最终会有所不同，有时甚至会发生很大变化。

## 外部連結
- https://web.archive.org/web/20120716212637/http://www.linns.com/howto/refresher/paquebot_20041213/refreshercourse.aspx
- https://web.archive.org/web/19990117003848/http://127.0.0.1/
- http://www.explorenorth.com/library/stamps/ak-mail-elsie1891.html （页面存档备份，存于）